# Sylwia Gruchała
Sylwia Gruchała, född den 6 november 1981 i Gdańsk, Polen, är en polsk fäktare som bland annat tog OS-brons i damernas florett i samband med de olympiska fäktningstävlingarna 2004 i Aten.